# 普昌镇
普昌镇，是中华人民共和国四川省凉山彝族自治州甘洛县下辖的一个乡镇级行政单位。2020年6月，撤销阿尔乡和石海乡，将原阿尔乡和原石海乡所属行政区域划归普昌镇管辖，将普昌镇特尔莫村、西西呷村所属行政区域划归新市坝镇管辖。

## 行政区划
普昌镇下辖以下地区：
普昌村、桥边村、哈木足村、足木村、以达村、古觉村、斯普村、西西呷村、特尔莫村和马拉哈村。